# 丰利山之战
丰利山之战，隋文帝开皇元年（581年），隋朝反击吐谷浑侵扰的一次作战。
581年八月，吐谷浑攻扰凉州（治姑臧县，今甘肃省武威市）。隋朝命上大将军元谐为行军元帅，率行军总管贺娄子干、郭峻、元浩等率领步騎数万出鄯州（治西都县，今青海省海东市乐都区），直趋青海，想要抄吐谷浑军的后路。吐谷浑急忙回撤，与隋军交战于丰利山（在今青海湖东），吐谷浑大败。吐谷浑太子可博汗率劲骑五万前来支援，隋军再次大败吐谷浑军，斩俘万计。吐谷浑王侯三十人率所部前来归降，可汗夸吕率领亲兵远逃。隋朝封吐谷浑高宁王移兹裒为大将军、河南王，负责统领降隋部众。其余酋长也分别赐于各级官爵。并留贺娄子干守凉州，防御西部来犯之敌。